# 박시훈
박시훈(2007년 2월 20일~)는 대한민국의 육상 선수로 주 종목은 포환던지기이다. 

## 기록

### 개인 기록
- 20.11m(2023년, 아시아 U18 대회 기록)